# Bob Griese
Robert Allen „Bob“ Griese (* 3. Februar 1945 in Evansville, Indiana) ist ein ehemaliger US-amerikanischer American-Football-Spieler. Er spielte Quarterback bei den Miami Dolphins in der National Football League (NFL).

## Jugend/College
Griese spielte von 1964 bis 1966 Quarterback an der Purdue University bei den Purdue Boilermakers. Im letzten Jahr konnte seine Mannschaft im Rose Bowl die Mannschaft der University of California mit 14:13 schlagen.

## Profizeit
Im AFL/NFL Draft 1967 wurde Griese in der ersten Runde an 4. Stelle durch die Dolphins verpflichtet. Grieses Statistiken der ersten vier Jahre waren durchwachsen. Zwar ließ er großes Talent erkennen, gleichzeitig schaffte er es aber nur in einem Jahr mehr Touchdowns als Interceptions zu erzielen. 1970 übernahm Don Shula das Amt des Head Coachs bei den Dolphins. Mit Griese und Shula entwickelten sich die Dolphins zu einem der führenden Footballteams der 1970er Jahre, obwohl Griese durch einen Sehfehler gehandicapt war. Bereits in der zweiten Saison konnte Shula das Team in den Super Bowl führen. Im Super Bowl VI verloren die Dolphins mit 24:3 gegen die Mannschaft von Tom Landry, den Dallas Cowboys. 1972 war dann das große Jahr der Dolphins. Sie verloren in dieser Saison keines ihrer Spiele und gewannen auch den Super Bowl VII gegen die Washington Redskins mit 14:7. Griese erzielte dabei einen Touchdownpass auf Howard Twilley. Somit schafften die Dolphins zum ersten und bisher letzten Mal eine Perfect Season. Ein Jahr später stand die Mannschaft aus Miami im Super Bowl VIII und gewann gegen die Mannschaft der Minnesota Vikings mit ihrem Starquarterback Fran Tarkenton mit 24:7.
Griese gelang es nach der Verpflichtung von Don Shula ab 1971 jede der Spielzeiten mit einem positiven Ergebnis abzuschließen, es wurden mehr Spiele gewonnen als verloren. Griese galt als selbstloser Spieler. Obwohl er in einem Spiel gegen die St. Louis Cardinals den Rekord für erzielte Touchdownpässe hätte brechen können (er hatte bis zum dritten Viertel sechs Touchdowns erzielt und hätte sieben benötigt), ließ er sich auswechseln. 1977 erzielte er mit seinen Pässen insgesamt 22 Touchdowns – das war Ligabestleistung in dieser Saison. Nach 14 Jahren und 192 in der Regular Season erzielten Touchdowns beendete er seine Laufbahn.

## Ehrungen
Griese spielte sechsmal im Pro Bowl, dem Saisonabschlussspiel der besten Spieler einer Saison. Er war zweimal Allstar und wurde 1971 und 1977 zum MVP gewählt. Er ist Mitglied in der College Football Hall of Fame, in der Pro Football Hall of Fame, in der Florida Sports Hall of Fame und in der Miami Dolphins Honor Roll. 1977 erhielt er den Bert Bell Award. Seine Rückennummer 12 wird durch die Dolphins nicht mehr vergeben.

## Nach der Karriere
Griese ist verheiratet und hat drei Söhne mit seiner ersten an Krebs verstorbenen Frau. Sein Sohn Brian Griese war ebenfalls American-Football-Spieler in der NFL und arbeitet heute gemeinsam mit ihm als Fernsehmoderator für den US-amerikanischen Fernsehsender ESPN. Zusammen mit seinem Sohn schrieb Bob Griese ein Buch über den Tod seiner Frau und seine Footballkarriere, wobei dabei der Schwerpunkt auf der Footballsaison von 1972 lag – in welcher kein Spiel verloren ging.

## Quelle
- Jens Plassmann: NFL – American Football. Das Spiel, die Stars, die Stories (= Rororo 9445 rororo Sport). Rowohlt, Reinbek bei Hamburg 1995, ISBN 3-499-19445-7.

| Personendaten    | Personendaten                     |
| ---------------- | --------------------------------- |
| NAME             | Griese, Bob                       |
| ALTERNATIVNAMEN  | Griese, Robert Allen              |
| KURZBESCHREIBUNG | US-amerikanischer Footballspieler |
| GEBURTSDATUM     | 3. Februar 1945                   |
| GEBURTSORT       | Evansville, Indiana               |